# Carbes
Carbes é uma comuna francesa na região administrativa da Occitânia, no departamento de Tarn. Estende-se por uma área de 7.4 km², e possui 228 habitantes, segundo o censo de 2018, com uma densidade de 31 hab/km².